# كيني دافرن
كيني دافرن (بالإنجليزية: Kenny Davern)‏ هو عازف جاز أمريكي، ولد في 7 يناير 1935 في هنتنغتون في الولايات المتحدة، وتوفي في 12 ديسمبر 2006 بسبب نوبة قلبية.

## وصلات خارجية
- كيني دافرن على موقع IMDb (الإنجليزية)
- كيني دافرن على موقع ميوزك برينز (الإنجليزية)
- كيني دافرن على موقع أول ميوزيك (الإنجليزية)
- كيني دافرن على موقع ديسكوغز (الإنجليزية)